# Гергард Штюдеманн
Гергард «Штуц» Штюдеманн (нім. Gerhard "Stutz" Stüdemann; 19 червня 1920, Ром — 6 грудня 1998, Трір) — німецький льотчик-ас винищувальної авіації, гауптман люфтваффе (1 грудня 1944). Кавалер Лицарського хреста Залізного хреста з дубовим листям.

## Біографія
Після початку Другої світової війни у вересні 1939 року вступив добровольцем у люфтваффе. Після закінчення авіаційного училища 12 лютого 1941 року зарахований в 2-у ескадрилью 77-ї ескадри пікіруючих бомбардувальників. Учасник Балканської кампанії, а з червня 1941 року браву часть у Німецько-радянській війні. Влітку 1942 року відзначився у боях у районі Севастополя, а 29 вересня 1942 року здійснив свій 300-й бойовий виліт. З 16 квітня 1943 року — командир 1-ї ескадрильї навчальної групи своєї ескадри; в травні 1943 року його ескадрилья переформована в 7-у ескадрилью 151-ї ескадри пікіруючих бомбардувальників. З 14 липня 1943 року — командир 9-ї ескадрильї 77-ї ескадри, дислокованої в Харкові. 17 серпня 1943 року здійснив свій 500-й бойовий виліт. 20 квітня 1944 року, діючи в районі Лемберга, здійснив свій 800-й бойовий виліт. 20 лютого 1945 року очолив 3-ю групу своєї ескадри, якою командував до кінця війни. В квітні-травні 1945 року діяв у Богемії та Моравії.
Всього за час бойових дій здійснив 996 бойових вильотів і знищив 117 танків.

## Нагороди
- Нагрудний знак пілота
- Залізний хрест
  - 2-го класу (13 липня 1941)
  - 1-го класу (20 серпня 1941)
- Почесний Кубок Люфтваффе (2 квітня 1942)
- Німецький хрест в золоті (20 серпня 1942)
- Лицарський хрест Залізного хреста з дубовим листям
  - лицарський хрест (21 серпня 1942) — за 650 бойових вильотів.
  - дубове листя (№813; 26 березня 1944) — за 950 бойових вильотів.
- Медаль «За зимову кампанію на Сході 1941/42» (1942)
- Авіаційна планка штурмовика в золоті із застібкою «900»